# Tons of Money
Tons of Money er en britisk stumfilm fra 1924 instrueret af Frank Hall Crane.

## Medvirkende
- Leslie Henson som Aubrey Allington
- Flora le Breton som Louise Allington
- Mary Brough som Mrs. Mullet
- Clifford Seyler som George Maitland
- Jack Denton som Henry
- Elsie Fuller som Jean Everard
- Douglas Munro som Sprules